# Vuurmieren

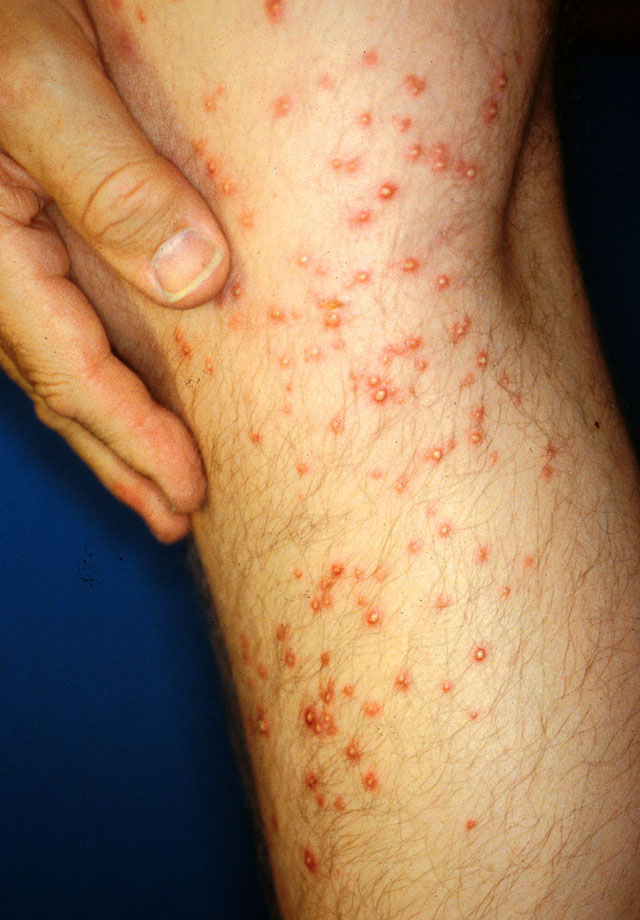
Been dat door vuurmieren gestoken is

Vuurmieren (Solenopsis) zijn insecten die behoren tot de mieren en gevreesd zijn om hun pijnlijke steek, waaraan de Nederlandse naam te danken is. 
In de Zuidelijke Verenigde Staten komt een vuurmierensoort (Solenopsis invicta) voor die in de jaren 1920 uit Zuid-Amerika is ingevoerd en nu een belangrijke plaag in tuinen vormt. Dit is de soort die meestal wordt bedoeld als men het over 'fire ants' heeft.

## Soorten
Het geslacht Solenopsis omvat de volgende soorten:
- Solenopsis abdita Thompson, 1989
- Solenopsis africana Santschi, 1914
- Solenopsis albidula Emery, 1906
- Solenopsis alecto Santschi, 1934
- Solenopsis altinodis Forel, 1912
- Solenopsis amblychila Wheeler, 1915
- Solenopsis andina Santschi, 1923
- Solenopsis angulata Emery, 1894
- Solenopsis atlantis Santschi, 1934
- Solenopsis aurea Wheeler, 1906
- Solenopsis avia (Bernard, 1978)
- Solenopsis azteca Forel, 1893
- Solenopsis balachowskyi Bernard, 1959
- Solenopsis banyulensis Bernard, 1950
- Solenopsis basalis Forel, 1896
- Solenopsis belisarius Forel, 1907
- Solenopsis blanda (Foerster, 1891)
- Solenopsis brasiliana Santschi, 1925
- Solenopsis brazoensis (Buckley, 1867)
- Solenopsis brevicornis Emery, 1888
- Solenopsis brevipes Emery, 1906
- Solenopsis bruchiella Emery, 1922
- Solenopsis bruesi Creighton, 1930
- Solenopsis bucki Kempf, 1973
- Solenopsis canariensis Forel, 1893
- Solenopsis capensis Mayr, 1866
- Solenopsis carolinensis Forel, 1901
- Solenopsis castor Forel, 1893
- Solenopsis celata (Dlussky & Zabelin, 1985)
- Solenopsis clarki Crawley, 1922
- Solenopsis clytemnestra Emery, 1896
- Solenopsis conjurata Wheeler, 1925
- Solenopsis cooperi Donisthorpe, 1947
- Solenopsis corticalis Forel, 1881
- Solenopsis crivellarii Menozzi, 1936
- Solenopsis daguerrei (Santschi, 1930)
- Solenopsis dalli (Kusnezov, 1969)
- Solenopsis debilior Santschi, 1934
- Solenopsis decipiens Emery, 1906
- Solenopsis delta (Bernard, 1978)
- Solenopsis dentata Collingwood & Kugler, J., 1994
- Solenopsis deserticola Ruzsky, 1905
- Solenopsis duboscqui Bernard, 1950
- Solenopsis dysderces Snelling, 1975
- Solenopsis egregia (Kusnezov, 1953)
- Solenopsis electra Forel, 1914
- Solenopsis elhawagryi Sharaf & Aldawood, 2012
- Solenopsis emeryi Santschi, 1934
- Solenopsis enigmatica Deyrup & Prusak, 2008
- Solenopsis eximia (Kusnezov, 1953)
- Solenopsis fairchildi Wheeler, 1926
- Solenopsis foersteri Theobald, 1937
- Solenopsis franki Forel, 1908
- Solenopsis froggatti Forel, 1913
- Solenopsis fugax (Latreille, 1798)
- Solenopsis fusciventris Clark, 1934
- Solenopsis gallardoi Santschi, 1925
- Solenopsis gallica Santschi, 1934
- Solenopsis gayi (Spinola, 1851)
- Solenopsis geminata (Fabricius, 1804)
- Solenopsis georgica Menozzi, 1942
- Solenopsis germaini Emery, 1895
- Solenopsis globularia (Smith, 1858)
- Solenopsis gnoma Pacheco, Herrera & Mackay, 2007
- Solenopsis gnomula Emery, 1915
- Solenopsis goeldii Forel, 1912
- Solenopsis granivora Kusnezov, 1957
- Solenopsis hammari Mayr, 1903
- Solenopsis hayemi Forel, 1908
- Solenopsis helena Emery, 1895
- Solenopsis hostilis (Borgmeier, 1959)
- Solenopsis iheringi Forel, 1908
- Solenopsis ilinei Santschi, 1936
- Solenopsis indagatrix Wheeler, 1928
- Solenopsis insculpta Clark, 1938
- Solenopsis insinuans Santschi, 1933
- Solenopsis insularis (Bernard, 1978)
- Solenopsis interrupta Santschi, 1916
- Solenopsis invicta (Buren, 1972)
- Solenopsis jacoti Wheeler, 1923
- Solenopsis jalalabadica Pisarski, 1970
- Solenopsis japonica Wheeler, 1928
- Solenopsis joergenseni Santschi, 1919
- Solenopsis juliae (Arakelian, 1991)
- Solenopsis kabylica Santschi, 1934
- Solenopsis knuti Pisarski, 1967
- Solenopsis kochi Finzi, 1936
- Solenopsis krockowi Wheeler, 1908
- Solenopsis laeviceps Mayr, 1870
- Solenopsis laevithorax Bernard, 1950
- Solenopsis latastei Emery, 1895
- Solenopsis latro Forel, 1894
- Solenopsis leptanilloides Santschi, 1925
- Solenopsis longiceps Forel, 1907
- Solenopsis loretana Santschi, 1936
- Solenopsis lotophaga Santschi, 1911
- Solenopsis lou Forel, 1902
- Solenopsis lusitanica Emery, 1915
- Solenopsis maboya Snelling, R.R., 2001
- Solenopsis macdonaghi Santschi, 1916
- Solenopsis macrops Santschi, 1917
- Solenopsis madara Roger, 1863
- Solenopsis major Theobald, 1937
- Solenopsis maligna Santschi, 1910
- Solenopsis mameti Donisthorpe, 1946
- Solenopsis marxi Forel, 1915
- Solenopsis maxillosa Emery, 1900
- Solenopsis maxima (Foerster, 1891)
- Solenopsis medioclara Santschi, 1923
- Solenopsis megera Santschi, 1934
- Solenopsis megergates Trager, 1991
- Solenopsis metanotalis Emery, 1896
- Solenopsis metatarsalis (Kusnezov, 1957)
- Solenopsis minutissima Emery, 1906
- Solenopsis moesta (Foerster, 1891)
- Solenopsis molesta (Say, 1836)
- Solenopsis monticola Bernard, 1950
- Solenopsis mozabensis (Bernard, 1977)
- Solenopsis nicaeensis Bernard, 1950
- Solenopsis nickersoni Thompson, 1982
- Solenopsis nigella Emery, 1888
- Solenopsis nitens Bingham, 1903
- Solenopsis nitida (Dlussky & Radchenko, 1994)
- Solenopsis nitidum (Dlussky & Radchenko, 1994)
- Solenopsis normandi Santschi, 1934
- Solenopsis novemmaculata Wheeler, 1925
- Solenopsis occipitalis Santschi, 1911
- Solenopsis oculata Santschi, 1925
- Solenopsis omana Collingwood & Agosti, 1996
- Solenopsis oraniensis Forel, 1894
- Solenopsis orbula Emery, 1875
- Solenopsis orbuloides Andre, 1890
- Solenopsis overbecki Viehmeyer, 1916
- Solenopsis pachycera (Forel, 1915)
- Solenopsis papuana Emery, 1900
- Solenopsis parabiotica Weber, 1943
- Solenopsis parva Mayr, 1868
- Solenopsis patagonica Emery, 1906
- Solenopsis pawaensis Mann, 1919
- Solenopsis pergandei Forel, 1901
- Solenopsis phoretica Davis & Deyrup, 2006
- Solenopsis photophila Santschi, 1923
- Solenopsis picea Emery, 1896
- Solenopsis picquarti Forel, 1899
- Solenopsis picta Emery, 1895
- Solenopsis pilosa (Bernard, 1978)
- Solenopsis pilosula Wheeler, 1908
- Solenopsis pollux Forel, 1893
- Solenopsis privata (Foerster, 1891)
- Solenopsis provincialis Bernard, 1950
- Solenopsis punctaticeps Mayr, 1865
- Solenopsis puncticeps MacKay & Vinson, 1989
- Solenopsis pusillignis Trager, 1991
- Solenopsis pygmaea Forel, 1901
- Solenopsis pythia Santschi, 1934
- Solenopsis quinquecuspis Forel, 1913
- Solenopsis reichenspergeri Santschi, 1923
- Solenopsis richardi Bernard, 1950
- Solenopsis richteri Forel, 1909
- Solenopsis robusta Bernard, 1950
- Solenopsis rugiceps Mayr, 1870
- Solenopsis rugosa Bernard, 1950
- Solenopsis sabeana (Buckley, 1867)
- Solenopsis saevissima (Smith, 1855)
- Solenopsis salina Wheeler, 1908
- Solenopsis santschii Forel, 1905
- Solenopsis saudiensis Sharaf & Aldawood, 2011
- Solenopsis scelesta Forel, 1908
- Solenopsis schilleri Santschi, 1923
- Solenopsis schmalzi Forel, 1901
- Solenopsis scipio Santschi, 1911
- Solenopsis sea (Kusnezov, 1953)
- Solenopsis seychellensis Forel, 1909
- Solenopsis shiptoni Forel, 1914
- Solenopsis silvestrii Emery, 1906
- Solenopsis solenopsidis (Kusnezov, 1953)
- Solenopsis soochowensis Wheeler, 1921
- Solenopsis spei Forel, 1912
- Solenopsis steigeri Santschi, 1916
- Solenopsis stricta Emery, 1896
- Solenopsis substituta Santschi, 1925
- Solenopsis subterranea MacKay & Vinson, 1989
- Solenopsis subtilis Emery, 1896
- Solenopsis succinea Emery, 1890
- Solenopsis sulfurea (Roger, 1862)
- Solenopsis sumara Collingwood & Agosti, 1996
- Solenopsis superba (Foerster, 1891)
- Solenopsis targuia Bernard, 1953
- Solenopsis tennesseensis Smith, 1951
- Solenopsis tenuis Mayr, 1878
- Solenopsis terricola Menozzi, 1931
- Solenopsis tertialis Ettershank, 1966
- Solenopsis tetracantha Emery, 1906
- Solenopsis texana Emery, 1895
- Solenopsis tipuna Forel, 1912
- Solenopsis tonsa Thompson, 1989
- Solenopsis tridens Forel, 1911
- Solenopsis trihasta Santschi, 1923
- Solenopsis truncorum Forel, 1901
- Solenopsis ugandensis Santschi, 1933
- Solenopsis valida (Foerster, 1891)
- Solenopsis virulens (Smith, 1858)
- Solenopsis vorax Santschi, 1934
- Solenopsis wagneri Santschi, 1916
- Solenopsis wasmannii Emery, 1894
- Solenopsis weiseri Forel, 1914
- Solenopsis westwoodi Forel, 1894
- Solenopsis weyrauchi Trager, 1991
- Solenopsis wolfi Emery, 1915
- Solenopsis xyloni McCook, 1879
- Solenopsis zambesiae Arnold, 1926
- Solenopsis zeteki Wheeler, 1942